# Liste der Staatlichen Museen in Bayern
Staatliche Museen und Sammlungen in Bayern:
Staatliche Museen und Sammlungen im Kunstbereich
- Alte Pinakothek
- Archäologische Staatssammlung – Museum für Vor- und Frühgeschichte
- Architekturmuseum der TU München
- Bayerisches Armeemuseum (Ingolstadt)
- Bayerisches Nationalmuseum
- Deutsches Theatermuseum
- Die Neue Sammlung – Staatliches Museum für angewandte Kunst
- Glasmuseum Frauenau
- Glyptothek
- Museum der Bayerischen Geschichte
- Museum Fünf Kontinente
- Museum für Abgüsse Klassischer Bildwerke
- Museum für die Sammlung Brandhorst
- Museum für Franken
- Neue Pinakothek
- Neues Museum Nürnberg
- Pinakothek der Moderne mit den Sammlungen und Museen
  - Porzellanikon Selb/Hohenberg
  - Sammlung Goetz
  - Sammlung Schack
- Staatliche Antikensammlungen
- Staatliche Graphische Sammlung
- Staatliche Münzsammlung
- Staatliches Museum Ägyptischer Kunst
- Staatliches Textil- und Industriemuseum Augsburg

## Weblink
- Staatliche Museen und Sammlungen in Bayern